# سونیچیرو ساتو
سونیچیرو ساتو (انگلیسی: Shunichiro Sato؛ زادهٔ ۱۷ مهٔ ۲۰۰۰) بازیکن والیبال اهل ژاپن است.